# Lophosaurus
Lophosaurus — рід деревних агамідових ящірок з Австралії та Меланезії.

## Види
Станом на 2016 рік Lophosaurus містить такі три види:
- Lophosaurus boydii (Macleay, 1884)
- Lophosaurus dilophus (A.M.C. Duméril & Bibron, 1837)
- Lophosaurus spinipes (A.M.C. Duméril & A.H.A. Duméril, 1851)